# 休·沃波爾

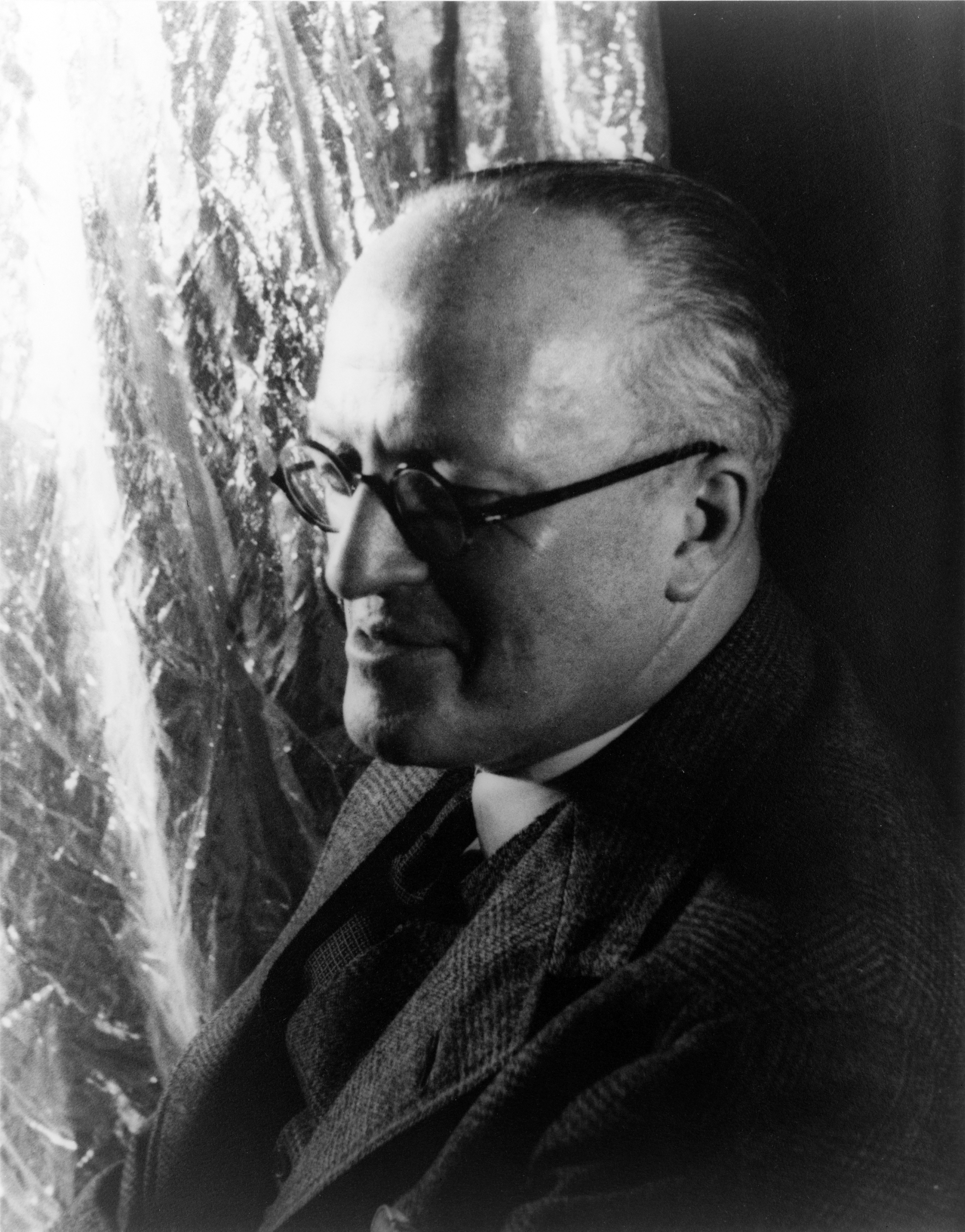
沃波爾留影於1934年，卡爾·範維克登拍攝

休·西摩爾·沃波爾爵士，CBE（英語：Sir Hugh Seymour Walpole，1884年3月13日—1941年6月1日），英國小說家。

## 生平
沃波爾是一位英國聖公會牧師的兒子，原本打算從事教會的工作，但後來沉迷於寫作之中。亨利·詹姆斯以及阿諾德·貝內特等作家均鼓勵他從事寫作之列。他的鋪陳場景技巧高超，敘述故事的方式生動有趣，並且擁有作為講師的高知名度，使他帶來了大批英國及北美讀者。他在1920和1930年代是最暢銷的作家，但他過世之後其作品絕大部分遭到忽視。
沃波爾的處女作「木馬」(The Wooden Horse)於1909年完成，之後他堅持至少一年出版一本書。他是天生的說故事好手，能夠迅速將他的故事構思寫於紙上，並且甚少修改。沃波爾的第三部小說「珀林先生和特莱尔先生」(Mr Perrin and Mr Traill)是他第一部大獲成功的作品，講述兩位教師之間的致命衝突，屬於悲喜劇類小說。第一次世界大戰期間，他曾在地處東方戰線的紅十字國際委員會服役，也曾在彼得格勒和倫敦從事英國的政治宣傳運動。沃波爾小說家和文學講師的雙重頭銜，使他在1920和1930年代備受歡迎，並曾四次以豐厚的報酬被邀請至北美地區巡迴。
身為男同性戀者，但生於當時視同性戀為違法行為的大英帝國，沃波爾接連與男人建立認真但謹慎的同性關係，並終其一身尋找他所謂的「完美朋友」。最終，他找到一位符合他理想的伴侶——一個已婚警察。兩人最後在英國湖區安頓下來。沃波爾在年輕時期努力尋求有名望作者的支持及協助，因此，他在晚年慷慨贊助了許多年輕作家。他是視覺藝術的擁護者，遺贈了大量畫作給泰特美術館及其他英國機構。